# Alcornocal del Haza del Lino
El Alcornocal del Haza del Lino está situado en el paraje natural del Haza del Lino en la Sierra de la Contraviesa pertenece al término municipal de Polopos (Granada). Los alcornoques están poco representados en la provincia de Granada, siendo los de Lújar y los del Puerto del Haza de Lino los más meridionales. Este último es una formación vegetal única en el sureste andaluz no solo por su situación lejos del área continua de distribución del alcornoque, sino también, en este caso por su posición altitudinal. Este alcornocal se sitúa a una altura media de 1.300 m. y es, por tanto, el más alto de Europa.

## Historia
Hace más de 150 años, a mediados del siglo XIX, la familia Martín-Moré decidió plantar alcornoques en este lugar, por consiguiente, es de propiedad privada y a pesar de estar catalogado por la Consejería de Medio Ambiente de la Junta de Andalucía como arboleda singular de la provincia de Granada no está protegido como paraje natural.

## Singularidad
Su altitud, la extensión de la arboleda de 96,8 ha y las condiciones de microclima que soporta este paraje; se trata de aportes de agua, difícilmente contabilizables por el pluviómetro, pero que determina una vegetación muy distinta a la de las zonas próximas. El origen de esta humedad ambiental es el banco de nubes condensadas originadas en el cercano Mar Mediterráneo.  Constituido por ejemplares de Quercus suber de tamaño medio, son muy representativos por hallarse en una altitud extrema para esta especie, ya que el alcornoque suele habitar cotas muy inferiores. Se asientan sobre un terreno arcilloso de pendiente moderada y con orientación norte. Dicha arboleda ha sido referenciada en la conocida publicación "Árboles y Arbustos de la Península Ibérica" de L. Ceballos y Ruiz de la Torre (1.979)

## El corcho
La pervivencia de este bosque se debe al corcho, muy apreciado en todo el mundo, que crea la corteza de los alcornoques. El descorche o saca del corcho y su comercialización, permite el mantenimiento de la finca y del bosque, además, ese corcho es una protección perfecta para el árbol contra los incendios forestales.